# 拉爾富·麥可泰爾
拉爾富·麥可泰爾（英語：Ralph McTell，1944年12月3日—），原名拉爾富‧梅（英語：Ralph May），出生於英格蘭倫敦法恩伯勒，是一名英國創作歌手，原聲吉他、鋼琴、口琴等音樂彈奏歌手。他在英國六十年代的鄉村藍調和民間音樂中佔有一個舉足輕重及具影響力的地位。
麥克泰爾最著名的曲目是《倫敦街角》，全球有超過二百名歌手翻唱，影響力可想而知。踏入八十年代，他為二個電視兒童節目創作歌曲及演奏兒歌，在兒童節目字母動物園中共有二個系列，由奈瑞斯·休斯一起主持節目，
節目主題曲為Tickle On The Tum ( 在肚上嘀嘀嗒嗒 ) ，伴唱的還有扎基‧雷丁 ( Jaqui Reddin ) 。大碟在二個系列都有播放。 他亦有為動畫公司科斯格羅夫堂 ( Cosgrove Hall ) 的柳林風聲( Wind in the Willows )創作及錄製主題曲，同唱的還有基斯‧霍普伍德 ( Keith Hopwood ) ，在獨立電視播放前就在1984年製成了唱片。
麥可泰爾的吉他風格，因在求學時的閱讀，認識到藍調、爵士樂和節奏藍調，而受到非裔美國音樂家的影響，買了一把吉他開始學習，練習早期的美國藍調吉他手盲人威利·麥克泰爾、盲人·布雷克、和羅伯·強生。這些學習模仿影響，導致一個朋友建議，在他演藝事業初具規模時，將藝名改為麥克泰爾(McTell) 。

## 外部連結
- 官方网站